# Toukoroba
Toukoroba is een gemeente (commune) in de regio Koulikoro in Mali. De gemeente telt 12.000 inwoners (2009).